# Maurizio Dipietro
Maurizio Antonello Dipietro (Enna, 22 aprile 1963) è un politico italiano, sindaco di Enna dal 17 giugno 2015.

## Biografia
Nel 1988 si laurea in giurisprudenza presso l'Università di Catania e dopo essere stato abilitato all'esercitazione della professione di avvocato dalla Corte d'Appello di Caltanissetta nel 1992 consegue un diploma di specializzazione in discipline processuali sempre presso la facoltà di giurisprudenza dell'Università di Catania nel 1995. Iscritto all'albo degli avvocati dell'Ordine di Enna dal 1993, nel 2000 viene eletto al consiglio comunale della città e rieletto nel 2005 e nel 2010. Dal 2005 al 2006 è stato anche capogruppo consiliare dei Democratici di Sinistra. 
Aderisce al Partito Democratico nel 2007, ma viene espulso nel 2010; successivamente è capogruppo consiliare della lista Enna al Centro.
Nel 2015 si candida alla carica di sindaco di Enna in vista delle elezioni amministrative con una coalizione composta da tre liste civiche di centro-destra. Viene eletto al ballottaggio del 14 giugno con il 51,89% dei voti imponendosi sul candidato per il centro-sinistra Vladimiro Crisafulli. 
Nel luglio 2017 aderisce nuovamente al Partito Democratico, che lascia nel 2018 in seguito alle dimissioni di Matteo Renzi dalla carica di segretario. Nel 2019 aderisce al neo-partito Italia Viva, fondato dallo stesso Renzi.
Si ricandida per un secondo mandato per le elezioni del 2020 all'interno di una coalizione composta da Italia Viva e alcune liste civiche riconducibili al centro destra ennese, venendo riconfermato al primo turno con il 58,30% delle preferenze contro il candidato del Partito Democratico Dario Cardaci.